# Костоусов, Анатолий Иванович
Анатолий Иванович Костоусов (6 [19] октября 1906, Нофринское, Ярославская губерния — 22 февраля 1985, Москва) — советский государственный деятель, министр станкостроительной и инструментальной промышленности СССР (1954—1957 и 1965—1980). Герой Социалистического Труда (1976).

## Биография

Могила Костоусова на Новодевичьем кладбище Москвы.

Родился 6 (19) октября 1906 года в деревне Нофринское Ярославской губернии (ныне — Первомайского района Ярославской области) в крестьянской семье.
С 1923 года заведующий отделом Пошехонье-Володарского уездного, а затем Ярославского губернского комитета ВЛКСМ.
В 1933 году окончил Московский станкоинструментальный институт.
- В 1933—1939 годах — на Ленинградском станкостроительном заводе им. Я. М. Свердлова: инженер, начальник цеха, начальник ОТК, заведующий производством, заместитель директора завода.
- В 1939—1946 — главный инженер Краснодарского станкостроительного завода им. Г. М. Седина; главный инженер Новосибирского завода «Тяжстанкогидропресс».
- В 1946—1949 — заместитель министра станкостроения СССР.
- В 1949—1953 — министр станкостроения СССР.
- В 1953—1954 — заместитель министра машиностроения СССР.
- В 1954—1957 — министр станкостроительной и инструментальной промышленности СССР. В 1957—1959 гг. — председатель Московского областного СНХ.
- В 1959—1963 — председатель Государственного комитета Совета Министров СССР по автоматизации и машиностроению.
- В 1963—1965 — председатель Государственного комитета по машиностроению при Госплане СССР — министр СССР.
- В 1965—1980 — министр станкостроительной и инструментальной промышленности СССР.

Член ВКП(б) с 1925 года. Член ЦК КПСС в 1961—1981 годах (кандидат в 1952—1961). Депутат Верховного Совета СССР 5-10 созывов (1958—1984).
С декабря 1980 года — персональный пенсионер союзного значения.
Умер 22 февраля 1985 года в Москве. Похоронен на Новодевичьем кладбище.

## Награды и звания
- Герой Социалистического Труда (05.10.1976)
- 4 ордена Ленина (05.10.1956; 08.08.1966; 25.08.1971; 05.10.1976)
- орден Трудового Красного Знамени (11.10.1943)
- медали
- Почётный гражданин Пошехонского района Ярославской области.